# Hévízi-tó
A Hévízi-gyógytó Természetvédelmi Terület legismertebb látványossága a Hévízi-tó vagy Hévízi-gyógytó. A Zalai-dombság és a Keszthelyi-fennsík határán, a Zalavári-háton elhelyezkedő tó 4,44 ha kiterjedésével és az őt körülvevő 50 ha területű véderdővel Európa legnagyobb gyógyhatású melegvizes tava. Rajta az első tutajokra épített fürdőházat 1772-ben Festetics György, a keszthelyi Georgikon iskola alapítója építtette.
Ellentétben a többi melegvizes tóval, melyek általában vulkanikus eredetű helyeken, agyag- vagy sziklatalajban vannak, a Hévízi-tó tőzegmedrű forrástó, amelyet a 38 méter mély Hévízi-forrásbarlangból feltörő, másodpercenként 410 liter vízhozammal 38 °C-os víz táplál.
A tó páratlan természeti környezetét elsősorban a parkkal övezett gyógyvizű tó, a vízfelszín felett lebegő páraréteg, a tó felszínén úszó indiai vörös tündérrózsák (Castalia rubra longiflora) teszik különlegessé.

## Keletkezése
A földtörténeti középkor elején, a triász időszakban (kb. 200 millió éve) kristálytiszta tengervíz borította a környéket, a mai Dunántúli-középhegység helyét is. Ebből a tengerből Hévíz környékén hófehér dolomit, valamint másodlagosan mészkő rakódott le. Még a Föld középkorában, a jura- és kréta korban (kb. 180-70 millió éve) a tenger visszahúzódott a vidékről. A mai Bakony hegység területén a kréta kor végén és a harmadidőszak első korában, a paleocénben, trópusi környezetben bauxittelepek képződtek, majd felszíni hatásra áthalmozódtak. Ugyanezek az erők a felszín puhább rétegeit kikezdték, helyenként lepusztították. Megkezdődött a mészkövek, dolomitok karsztosodása.
A harmadidőszakban Hévíz közvetlen környékén a paleocént követő eocén, oligocén és miocén kor sem hagyott hátra rétegeket, a vidék továbbra is szárazulat maradt. A korszak utolsó időszaka a pliocén viszont nagyon mozgalmas volt. Mintegy 10-12 millió évvel ezelőtt délkelet felől, a Kárpát-medence területére a Ponthusi-tenger sekély öble nyúlt. A közben kiemelkedő Kárpátok láncolata az öblöt elzárta: beltenger keletkezett. A beömlő folyók gyorsan édesvizűvé változtatták a tavat. Így alakult ki a Ponthusi-tengerből az édesvizű Pannon-tenger. Ebből a sekély vizű tóból akkoriban a Vértes, a Pilis, a Mecsek és a Bakony magasabb részei szigetként emelkedtek ki. A süllyedő tengerfenékre az évmilliók folyamán több száz méter vastag homok- és agyagréteg rakódott le, majd a tenger vize lassan eltűnt. A tengeréről elnevezett Pannon-időszak végén vulkánok törték meg a Dunántúl arculatát. A későbbi Balaton északi partján, és a délin – Fonyódon és Bogláron – bazaltláva ömlött a Pannon-tengeri rétegekre. A pliocén korszak végén, a pleisztocén elején (kb. 2-4 millió éve) a szél és a vízfolyások délnek hordták a pannon rétegek anyagának nagy részét. A vulkáni utóműködések első jele volt a hőforrások, így az úgynevezett Őshévíz feltörése. A pleisztocén kor közepén a földkéreg mozgása, beszakadása folytán két árokrendszer keletkezett. Ezekben gyűlt össze a csapadék: kialakult a Balaton, mintegy 22 ezer évvel ezelőtt. Ekkor kezdődik a Hévízi-tó története is.
Több bizonyíték szól amellett, hogy a Hévízi-tó termálvize a geológiai múltban nem a mai szinten fakadt, hanem ennél jóval magasabban. Az Őshévíz első feltörési helye a rezi vár közelében, a Meleg-hegyen, 427 m magasságban volt. A Keszthelyi-fennsík triász rögét nyugatról határoló lépcsős törésvonalon az elmúlt 2 millió évben fokozatosan szállt alá a meleg vizű forrás mindig alacsonyabbra és mindig délnyugatabbra. Az Őshévíz második feltörési helye a cserszegtomaji Anna-kápolnánál volt (182 m). A feltörő triász kori rétegben mozgó karsztvíz a pannon rétegek vizével keveredve alakította ki a Cserszegtomaji-kútbarlangot. A feltételezések szerint a feltörési szint süllyedésének egyik oka a Keszthelyi-fennsík emelkedése, a másik a Hévíz-völgy süllyedése volt. Az ópleisztocénban (kb. 1-2 millió éve) a Biked-hegyre (181 m), a mai Hévíztől alig 3 km-re vándorolt át az Őshévíz, a közép-pleisztocénban a mai fürdőteleptől keletre 1,5 km-re fekvő Dobogó-dombon jelent meg (145 m). A Hévízi-tó vize, mintegy 20-22 ezer éve tört fel mai helyén, a Balaton kialakulásával egy időben. Az előtörő meleg víz először a Balatonba ömlött. Klímaváltozások hatására a Balaton vízszintje lesüllyedt. Az egykori tómederben az ott élő buja növényzet elhalt réseiből tőzegláp keletkezett. A Hévízi-völgy lápos, tőzeges, sík felszíne a tótól keletre kb. 1-1,5 km szélességben, a völgy keleti oldalán levő Dobogóig és a völgyet keletről határoló cserszegtomaji dombvonulatig terjed. Dél felé a tőzeges terület a Zala medréig húzódik, északon a Gyöngyösi csárda fölé nyúlik.

## Vizének jellemzői

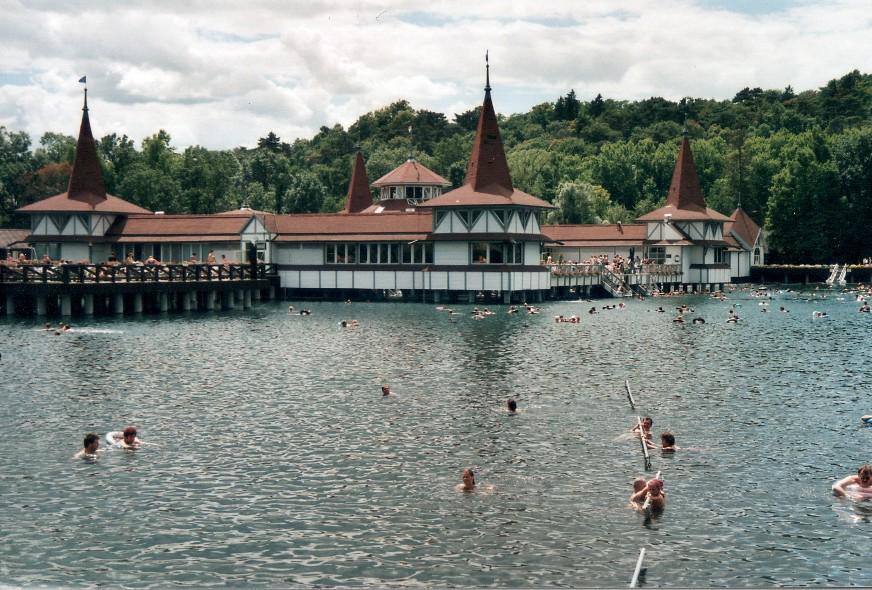
A fürdőépület 1989 előtt

A tó felszíne ovális alakú. Északról két vízfolyás torkollik a tóba, délen a 10-12 méter széles Hévízi-csatorna vezeti le a tó vizét a Zala folyóba és onnan a Balatonba. A tó keresztmetszete a dél felé elhajló tölcsér képét mutatja, amely a forrásánál a legmélyebb.

Az Amphora Búvár Klub szakemberei szerint a Hévízi-tó hőmérséklete a föld mélyéből előtörő hideg és meleg forrásvizek keveredésének eredménye. A víz az 1975-ben feltárt és Amphora-teremnek elnevezett üreg két oldaláról tör elő, hideg és meleg forrásokból, amelyek a tavat táplálják. A meleg források vizéhez keveredett hidegvíz mennyisége a teljes vizhozamnak csak 3%-a körül van. 

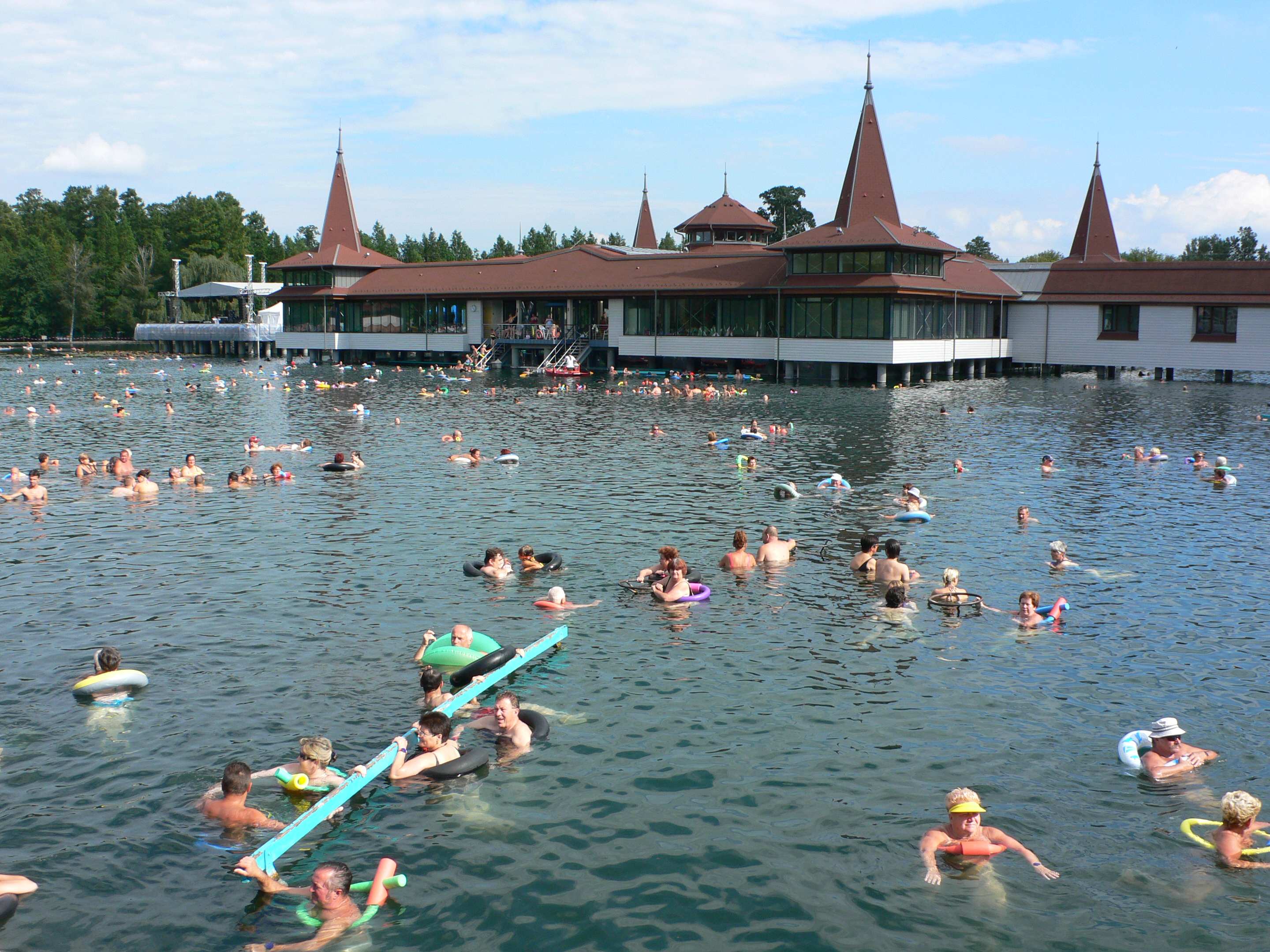
A gyógyvizű tó fürdőzőkkel és mögöttük a fürdőépület 1989 után

 Nyáron a víz hőfoka 33-35 °C, de nagyon meleg napokon elérheti a 36-38 °C-ot is. Ősszel és télen a hőmérséklet alacsonyabb, mintegy 24-26 °C körül mozog. A víz hőfoka a fürdőzőkre, betegekre nyugtatólag, pihentetőleg hat, mert ez a hőmérsékleti érték az ember hőháztartása szempontjából közömbösnek számít.
A tóban általában mindenhol közel azonos hőmérséklet uralkodik, mert a tó felett elhelyezkedő, 1,5-2 méter széles páraréteg megakadályozza a víz lehűlését, a többirányú vízáramlás és az 50 ha véderdő pedig elősegíti a hőmérséklet egyenletességét.
Ha a Hévízi-tó felszínét megfigyeljük, megállapíthatjuk, hogy a tó nincs nyugalomban. Egyrészt: a tavat tápláló forrás a tó vizét állandóan mozgásban tartja, a mélyből feltörő víz lassú körforgással gyűrűzik a partok felé. Másrészt: a víz és a levegő közötti hőmérsékletkülönbség következtében a víz a felszínen kissé lehűl és így nagyobb fajsúlyánál fogva ismét lefelé áramlik. Eközben a tó egész víztömege hengeres mozgással lassan jobbra forog. E kettős vízmozgásnak fontos szerepe van a tó hőmérsékletének szabályozásában, valamint a hatóanyagok egyenletes eloszlásában. Az egyenletes és állandó vízáramlás jótékonyan hat a szervezetre is, mert a fürdőzőket állandó, enyhe masszázsban részesíti.

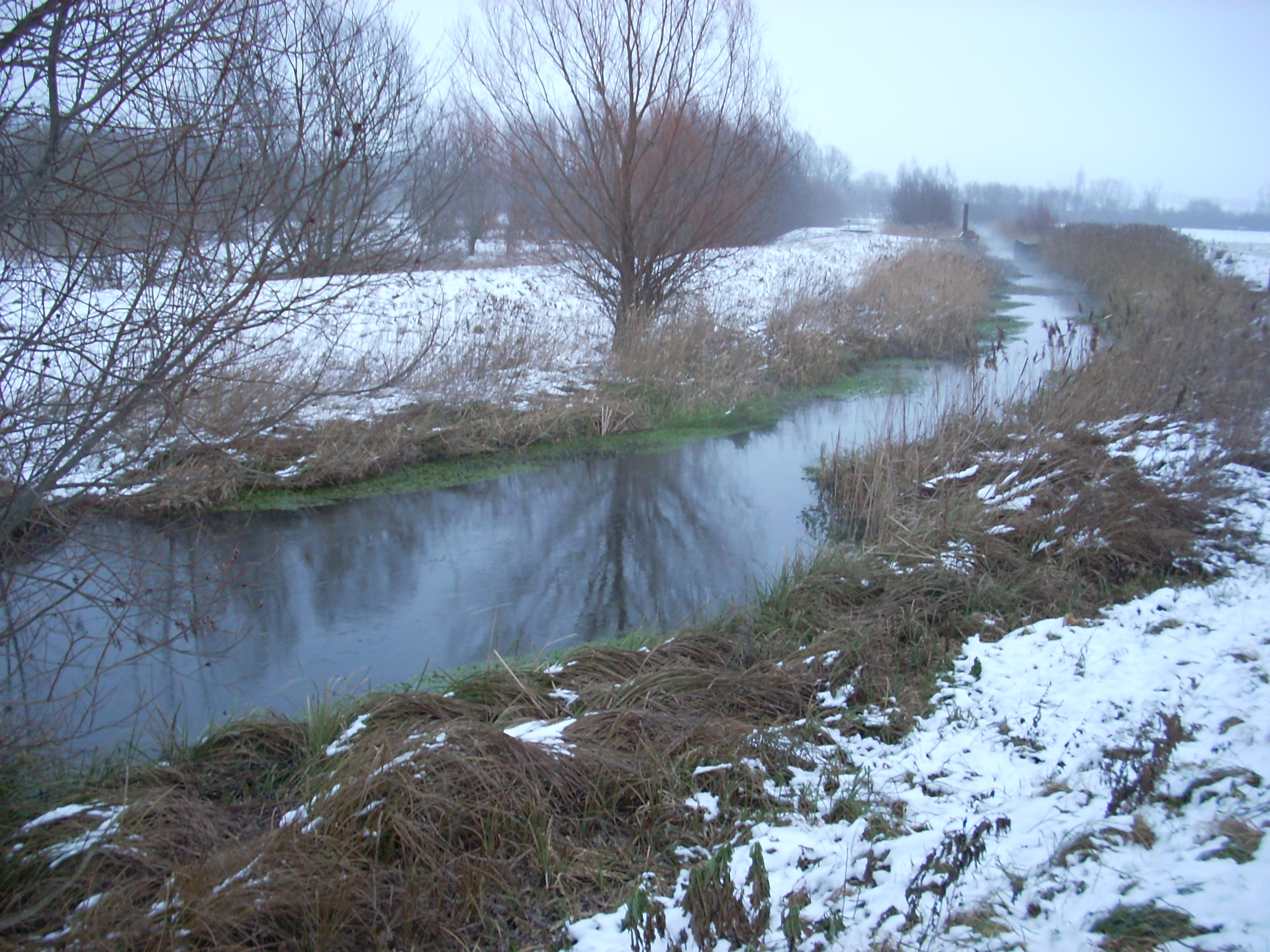
A melegvízű Hévízi-csatorna

Először 1908-ban folytak búvárok segítségével vizsgálatok, hogy megállapíthassák a tó pontos mélységét. Ez először 1953-ban sikerült. Tudományos búvárkutatások 1972-től zajlanak, és a vizsgálatok során megállapították, hogy a forrás egy 38,5 méter mélységű, függőleges homokkőfal aljában van.
A Búvárinfó című búvárújság szerint a forrásbarlang jobb oldali része a melegoldali rész, ahol a fal tövénél 10 különböző hasadékból különböző hőmérsékletű vizek fakadnak. Jelenleg a leghidegebb 23,4 Celsius, a legmelegebb 41,8 Celsius. Innen a kevert víznek a hőmérséklete, mely kilép a forrásbarlangból, és a tavat táplálja 38,5 Celsius, mennyisége 410 l/sec.
A Hévízi-forrásbarlang bejáratának szélessége 2-3 méter, magassága 60–80 cm, ezen percenként 30-40 ezer liter 39,5 °C-os víz áramlik át (Ezzel a vízhozamával, a Hévízi-tó forrás volt Magyarország legnagyobb átlag vízhozamát produkáló forrása).
Egy másik forrás szerint a szűk bejárat után egy 14-17 méter széles Amphora-terem található. A termet egy iszapréteg osztja ketté. Itt ered a termálvíz: a keleti oldalon 26,3 °C-os, míg a nyugati oldalon 41 °C-os víz tör fel. Tehát a kráterbe megközelítőleg 10%-ban hideg, 90%-ban meleg források ömlenek.
A vízben található radioaktív szénizotópok mennyiségéből megállapították, hogy a forrás hideg erének kora – a beszivárgástól a feltörésig – 5-7 ezer évre, míg a meleg vizű forrásé 10-12 ezer évre tehető. A felszínről a mélybe kerülő vizek meglehetősen nagy területről, a Bakonyból, a Keszthelyi-fennsíkról és a Zalai-dombságról gyűlnek össze. Ennek egy része csupán kis mélységbe (pannon réteg) hatol – ez a karsztvíz zóna – és innen jut a hideg érben a Hévízi-tó „keverőbarlangjába”. A vizek zöme azonban jóval mélyebbre jut le, a triász kori dolomit rétegekbe, ahol erősen felmelegszik. Útja során különféle fémeket, kőzeteket old fel, majd innen újra a felszín felé áramlik, s jut el a forrásterembe.

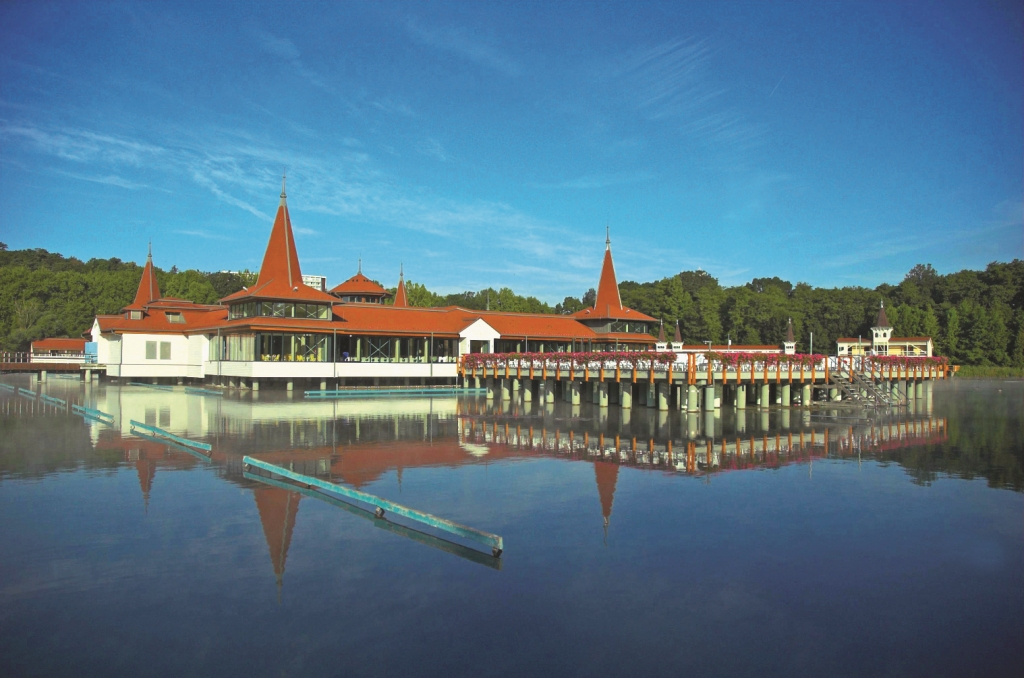
A tavon álló fürdőépület

A tó vízhozama az 1970-es évektől a Bakonyban folyó bauxitkitermeléssel együtt járó karsztvízkiemelés következtében rohamosan csökkent. A 80-as évek végén az eredeti vízhozam felét sem érte el. A tó megmentése érdekében 1989. április 20-án az akkori kormány, a Minisztertanács elrendelte a bánya bezárását. A döntés hatására növekedni kezdett a vízhozam és jelenleg (2012) ez 450 liter/másodperc.
A tó vízháztartásának pontos figyelemmel kísérése érdekében 1990-ben létrehoztak egy megfigyelőrendszert (monitoring-rendszer), amely a nap 24 órájában gyűjti össze az adatokat a vízhozamról, hőfokról és a térség karsztvízszintjéről.
A megfigyelőrendszert a Hévízi-tó Alapítvány üzemelteti. Folyamatosan folynak vízkémiai és biológiai ellenőrzővizsgálatok is.
A tó vizének összetételét már a 18. század végén vizsgálták a kor tudós emberei, pontos elemzésre azonban csak az 1950-es években került sor. A gyógytó vize kalcium- és magnéziumtartalmú, kénes, enyhe radontartalmú gyógyvíz. Biológiai aktivitása a szerves vegyületek jelenléte következtében jelentős. Ez utóbbi adja egyedi jellegét.

## A tófürdő gyógyhatása
- Reumás mozgásszervi betegségekre

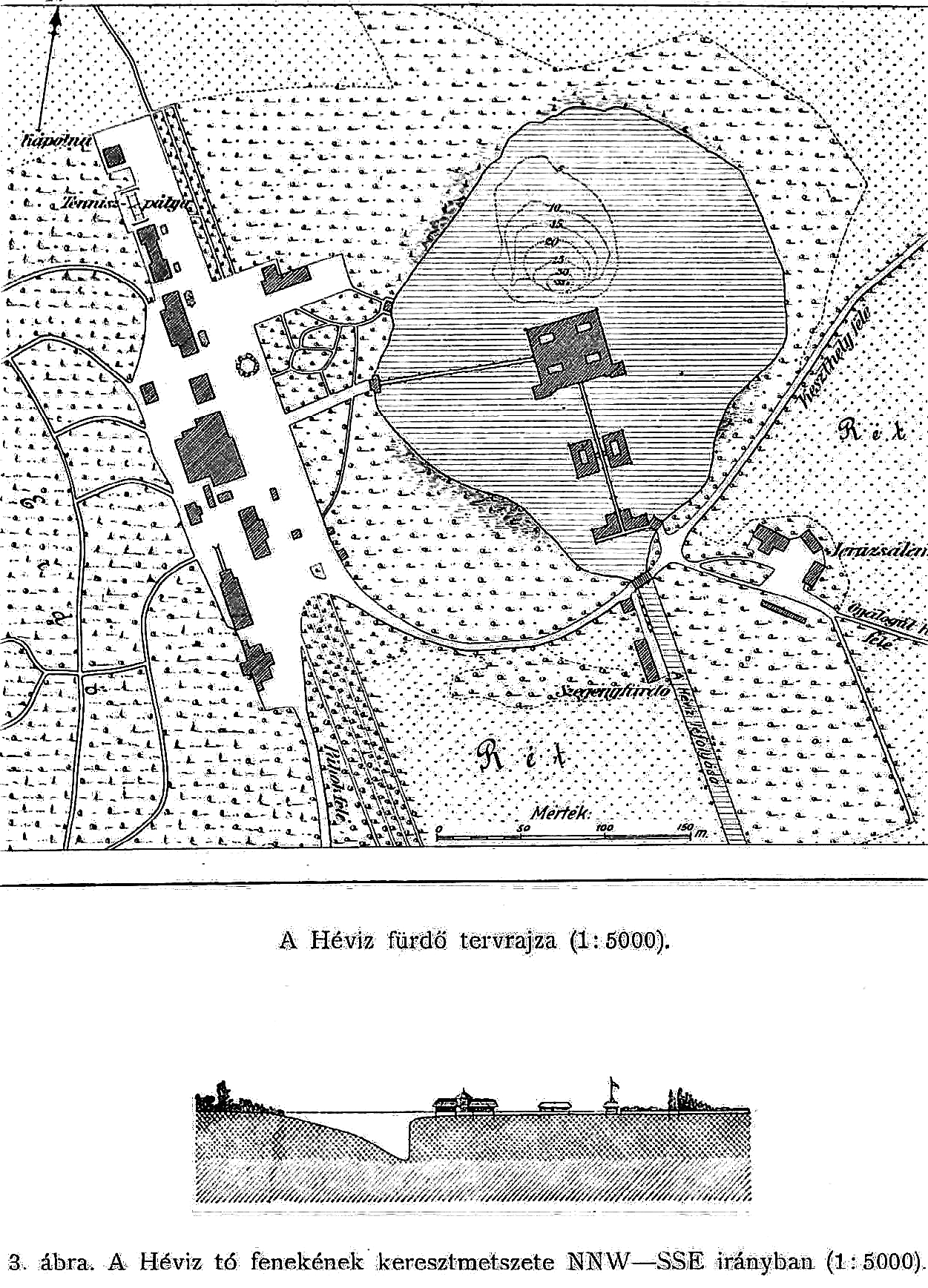
A hévizi fürdő alaprajza 1908-ból

- Gyulladásos ízületi és gerincbetegségekre
- Kötőszöveti reumára
- Másodlagos ízületi betegségek, anyagcserezavarokhoz társuló ízületi panaszokra (pl. köszvény), illetve belső elválasztású mirigyek zavara esetén
- Bőrbetegségekhez társuló ízületi gyulladásokra
- Törések, baleseti sérülések, mozgásszervi műtétek utáni állapot (elsősorban végtagtörések) rehabilitációjára
- Krónikus, perifériás idegrendszert érintő, elsősorban mechanikai okokra visszavezethető bántalmak esetén
- Ízületi műtétek elő- és utókezelése, porckorongműtét esetén
- Krónikus nőgyógyászati betegségek esetén[5]

## Története

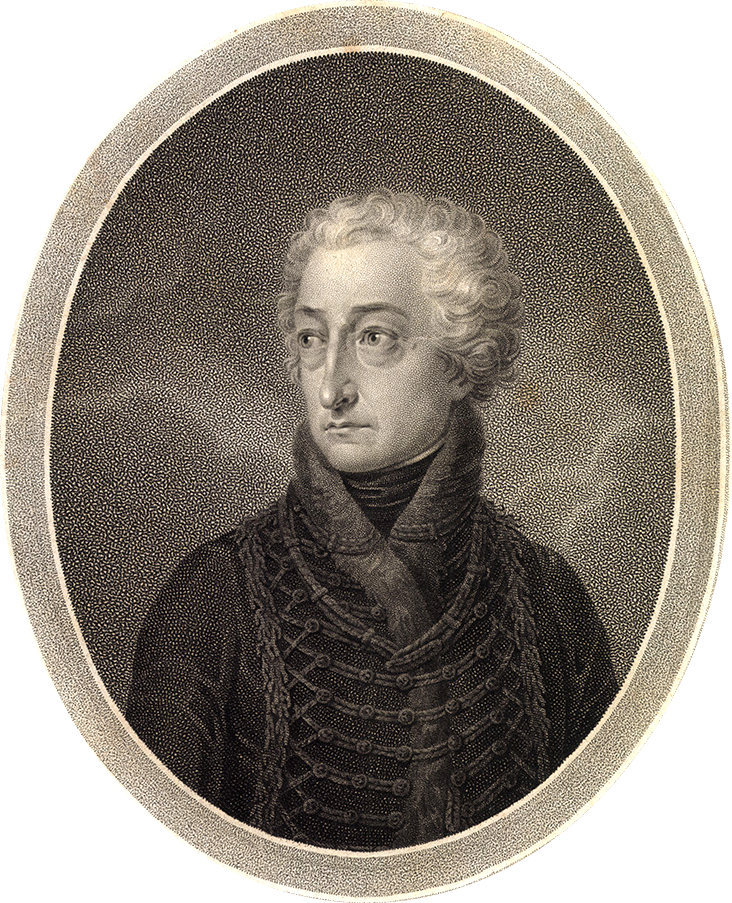
Festetics György, a hévízi fürdőhely kiépítésének kezdeményezője

A tó melletti község a középkortól kezdve viseli a Hévíz nevet, mely már az 1328-as első említésekor is a hőforrására utalt. A megsárgult pergamen őrzi a gyógyfürdő első írott emlékét. Az oklevél a Zala megyei Hosszúsár-mocsárban levő, „locus vulgarites Hewyz dictus” helyet említi, melynek "szerteágazó gőzös vize igen alkalmas bőrápolásra és a közelében keletkezett népi közösséget Köszvényes falunak nevezi." A középkor nagy részéből nem áll rendelkezésre egyértelmű adat a gyógyvíz alkalmazását tekintve. Valószínű, hogy állandó fürdőépület nélkül, helyi használatban állhatott a tó.
A 18. század körül vált szélesebb körben ismertté a gyógyhatású tó. Bél Mátyás polihisztor 1731-es leírásából sokat megtudhatunk az akkori állapotokról. 
Vize pedig savas és gyógyító hatású, éppen ezért régebben fürdőházat is építettek melléje, amelyben vizét tűzzel is melegítették és így sok embernek adott módot a fürdésre. De miután az épület összeomlott már többé nem használják
A tó vizének első tudományos igényű vizsgálatát Szláby Ferenc, Zala megyei tiszti főorvos, fizikus végezte el 1769-ben.

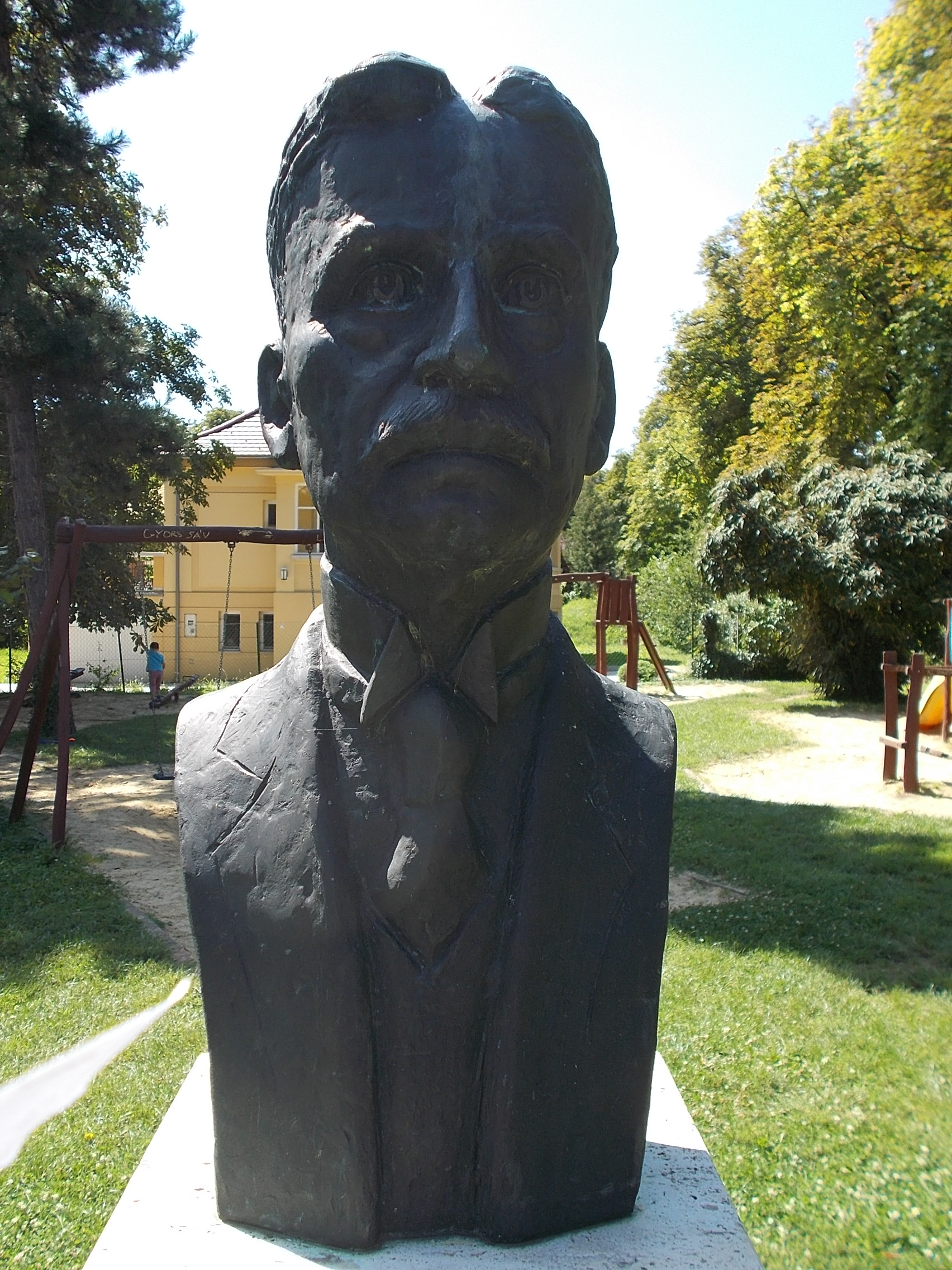
Lovassy Sándor szobra

A fürdőhely kiépítésében a 19. század elején nagy szerepe volt Festetics Györgynek, aki 1795-től kezdte el a fürdőfejlesztést a tó vizén elhelyezett tutajokon. Később, amikor az 1860-as években a Festeticsek építésre alkalmas területhez jutottak, felépült az Új-telep, 1871-ig a tó körül hét ház épült meg, melyek közül az 1870-71-ben épült úgynevezett Hetes ház ma is áll. Az építkezéseknek köszönhetően a tó országos jelentőségre tett szert mint turisztikai és gyógyászati célpont.
Lovassy Sándor akadémiai tanár 1898-ban indiai vörös tündérrózsát telepített a tóba, mely ma is meghatározó növénye.
1900 körül a Festetics család hosszabb-rövidebb időre a tófürdő bérleménybe került. 1905-ben 35 évre Reischl Vencel keszthelyi sörgyáros vette bérbe, akinek tevékenysége lendületet adott a tó környezete fejlődésének.

Trianon után tovább nőtt a fürdő hazai jelentősége, hiszen így a megmaradt belföldi területeken Hévízen kívül kevés más ilyen nagy fürdőhely maradt. 1926-ban megépült a strandfürdő, 1927-ben pedig a tó északi részén álló kétszintes fürdőépület. A fürdőház épülete 1931-32-ben vasszerkezetre szerelt üvegtetőt kapott.
"Nem a Balaton partján fekszik ugyan, hanem nyugatra a várostól, a Kis-Balaton mocsarai felé nyíló legközelebbi völgyben Hévíz, de azért ez is szorosan a Balaton-vidék természetadta nevezetességeihez tartozik. Ott fekszik a Héviz meleg tava, mely többnyire 32°C. fokos, a hol a túl a dunai középhegység hirtelen végződik.

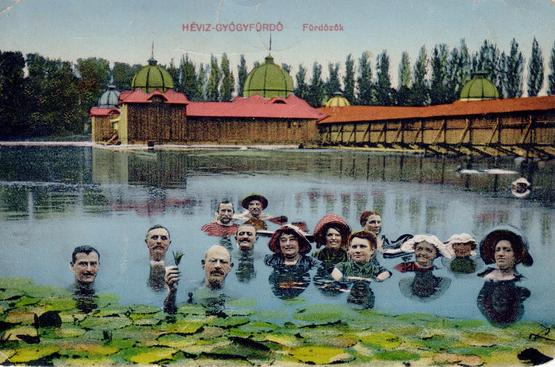
Színezett képeslap, a Hévízi-tó 1880 körül

A meleg tó feneke 36 méter mély tölcsért formál, melyből örvényléssel bugyog a víz színéig a dolomitból fakadó kristálytiszta meleg viz. A Héviz tavából melegvizű csatorna folyik a Kis-Balatonba, oda telepített tropikus tündérrózsák díszlenek vizén. Messzeföldről látogatják e meleg tavat a rheumásak és köszvényesek. A föld népe is sűrűn keres és talál gyógyulást a csatorna meleg vizében; tagjainak bénaságát a fekete korpának tulajdonítja, mely a forrástól összehordott tőzegmaradványból áll. Ebbe a fürdőzők térdig, sőt övig belesülyedve várják a gyógyulást vagy legalább a fájdalmak csillapodását."

## Élővilága

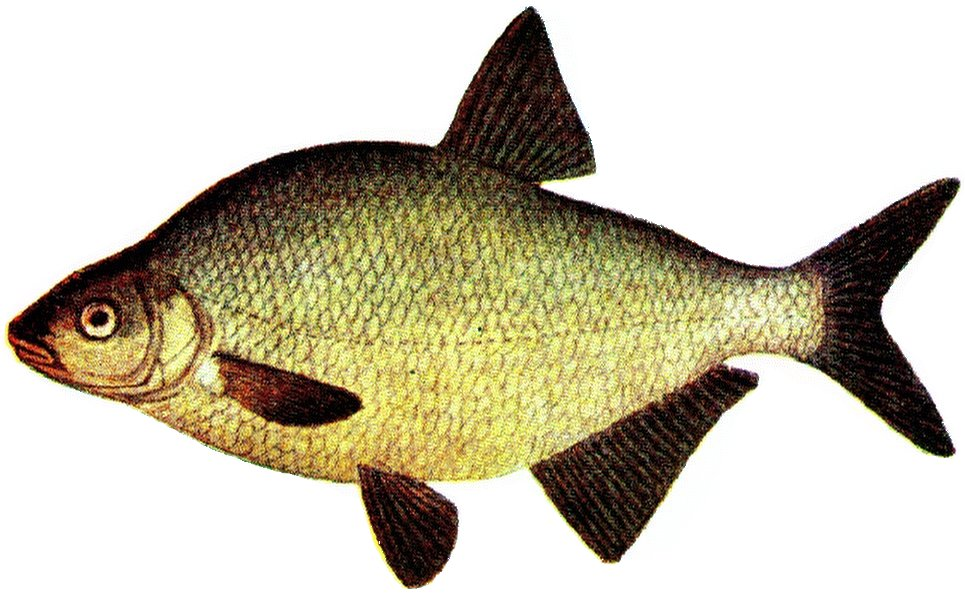
Dévérkeszeg

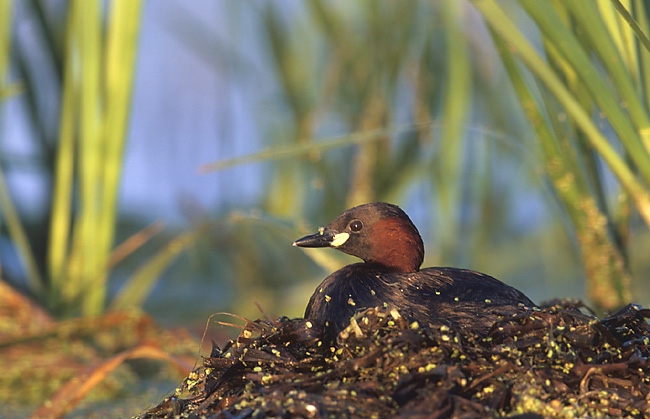
Kis vöcsök

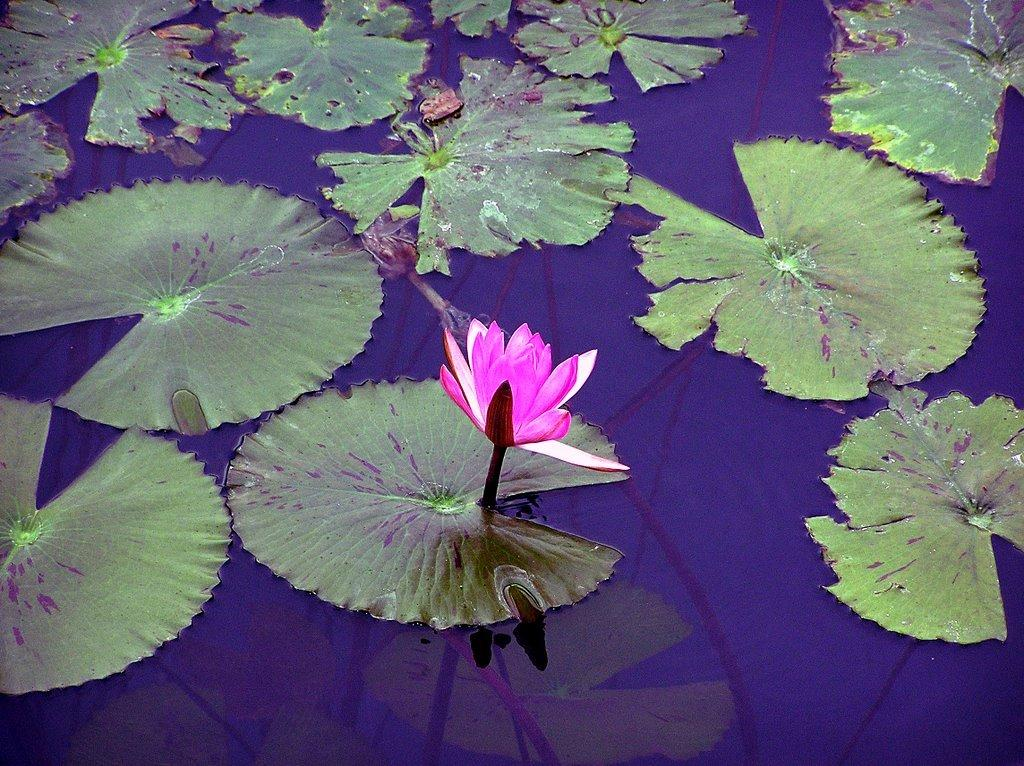
A hévízi fauna látványossága az indiai vörös tündérrózsa

### Flóra
A tó Bengáliában honos állandó vendége az indiai vörös tündérrózsa hosszú virágú alfaja (Nymphaea rubra var. longiflora), amelyet Lovassy Sándor, a Keszthelyi Gazdasági Akadémia tanára honosított meg 1898-ban. A ciklámenpiros virágok 5–7 centiméterre emelkednek a víz fölé. Késő éjjel nyílnak, és szirmaik a következő nap délelőtti óráiban csukódnak be. A kis virágú fehér tündérrózsa (Nymphaea alba L. var. minor) a hévízi és keszthelyi meleg vizekben a tündérrózsák egyetlen bizonyosan őshonos alakja. A tavat lombhullató mocsárciprus fasorok veszik körül.

### Fauna
A melegvizes tőzegmederben speciális igényű szervezetek találnak élőhelyükre; némelyik fontos szerepet játszik a víz gyógyhatásának kialakításában. A kráter falát 1,5 méter mélységtől egészen a forrásszájig bakteriális bevonatok a borítják.
A vízben élő, parányi gömb alakú sejtjeikben ként felhalmozó kénbaktériumok (Beggiatoa) a tó kénanyagcseréjét szabályozzák (kénoxidálók és szulfátredukálók). Az itt élő baktériumtörzseknek (Micromonospora, Streptomyces) köszönhetően a víz természetes antibiotikus hatású (baktériumölő). Tömegesen él itt egy 1982-ben leírt cellulóz- és fehérjebontó mikromonospóra (Micromonospora heviziensis), amely tevékenységével a gyógyiszap kialakulását segíti. A cianobaktériumok közül két faj (Pseudanabaena papillaterminata, Anomoeoneis serians) csak itt fordul elő Magyarországon. A mikroszkopikus méretű állatok közül két fonálféreg (Crocodolrylaimus thermalis, Neoactinolaimus tepidus) és egy apró rák (Schizopera clandestina heviziensis) első adata származik a Hévízi-tóból.

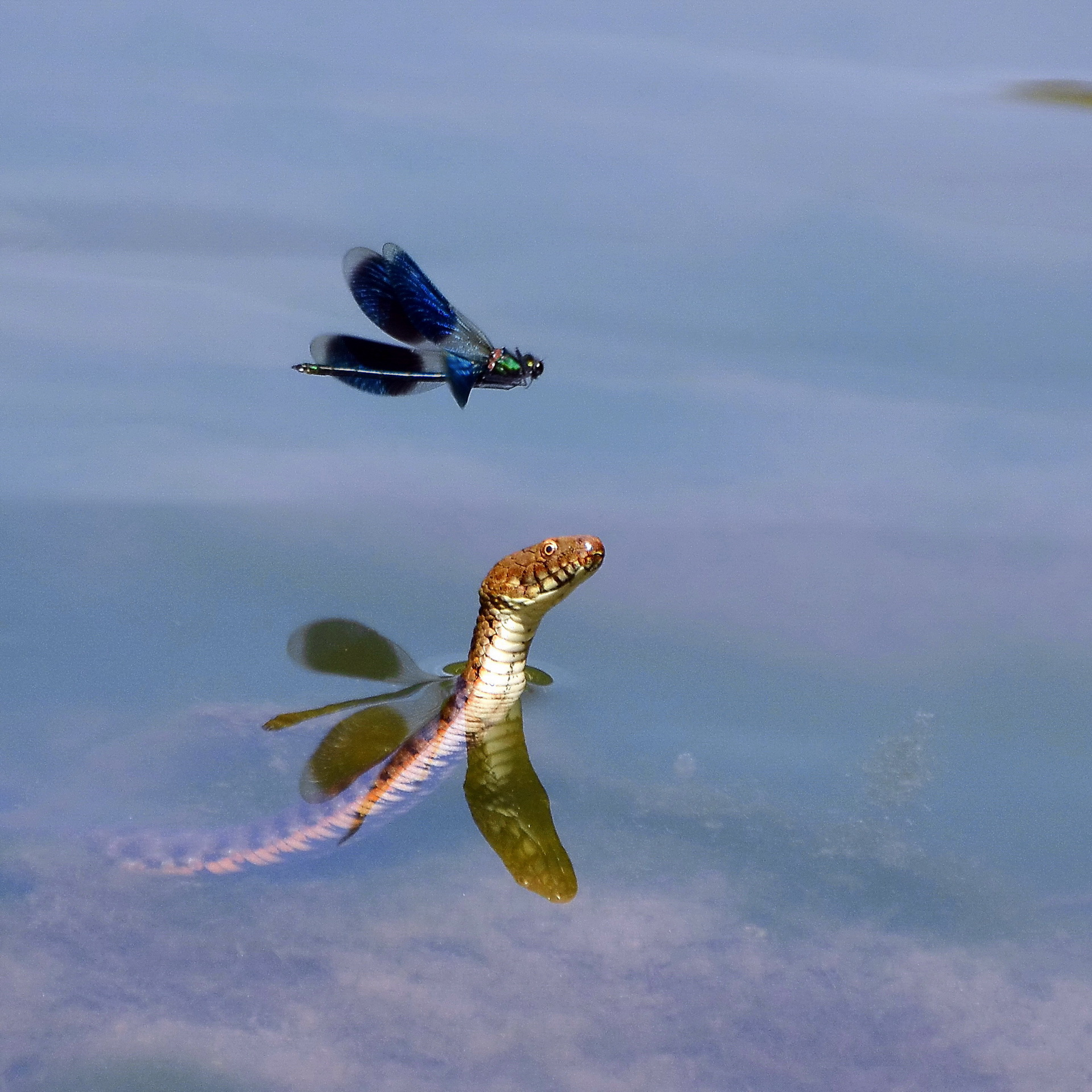
Kockás sikló

Vízimadárként a tó rezidens lakója a kis vöcsök (Tachybaptus ruficollis), amely az országban egyedül itt telel át.
Védett hüllők is élnek kis számban a tó körül, ilyen a vízisikló (Natrix natrix) és a kockás sikló (Natrix tesselata).
Sok kétéltű is lakik a tó meleg vizében. Leggyakoribb ezek közül a zöldbékák (Pelophylax spp.) és a különféle varangyfélék (Bufonidae) .
A tó őshonos halfajai a széles kárász (Carassius carassius), a compó (Tinca tinca), a dévérkeszeg (Abramis brama), jászkeszeg (Leuciscus idus).
Az állandóan meleg vizben több trópusi díszhal is otthonra talált. (Az ökológiai kockázatot növelő invazív díszhalféléket rendszeresen gyérítik a szakemberek.)
- a citromsügér (Amphilophus citrinellum),
- a szúnyogirtó fogasponty (Gambusia affinis),
- a bíborsügér(Hemichromis bimaculatus) és további hibridek,
- az ötfoltos tarkasügér (Hemichromis elongatus),
- a szivárványsügér (Herotilapia multispinosa),
- a naphal (Lepomis gibbosus),
- a jaguársügér (Parachromis managuensis)),
- a tűzfejű tarkasügér (Paraneetroplus synspilus),
- az amúrgéb (Percottus gleni),
- a jukatáni fogasponty (Poecilia sphenops) „black molly” változata.[15]

## Világörökség
A Hévízi-tó (a Tapolcai-medence vulkáni kúpjaival és a Tihanyi-félsziget forráskúpjaval együtt) 2003 januárjában felkerült a Világörökség Magyar Nemzeti Bizottság ajánlási listájára
(lásd: Világörökség tentatív lista). 2014-ben a város vezetőségének döntése értelmében a település önállóan indul a megmérettetésen

## Galéria

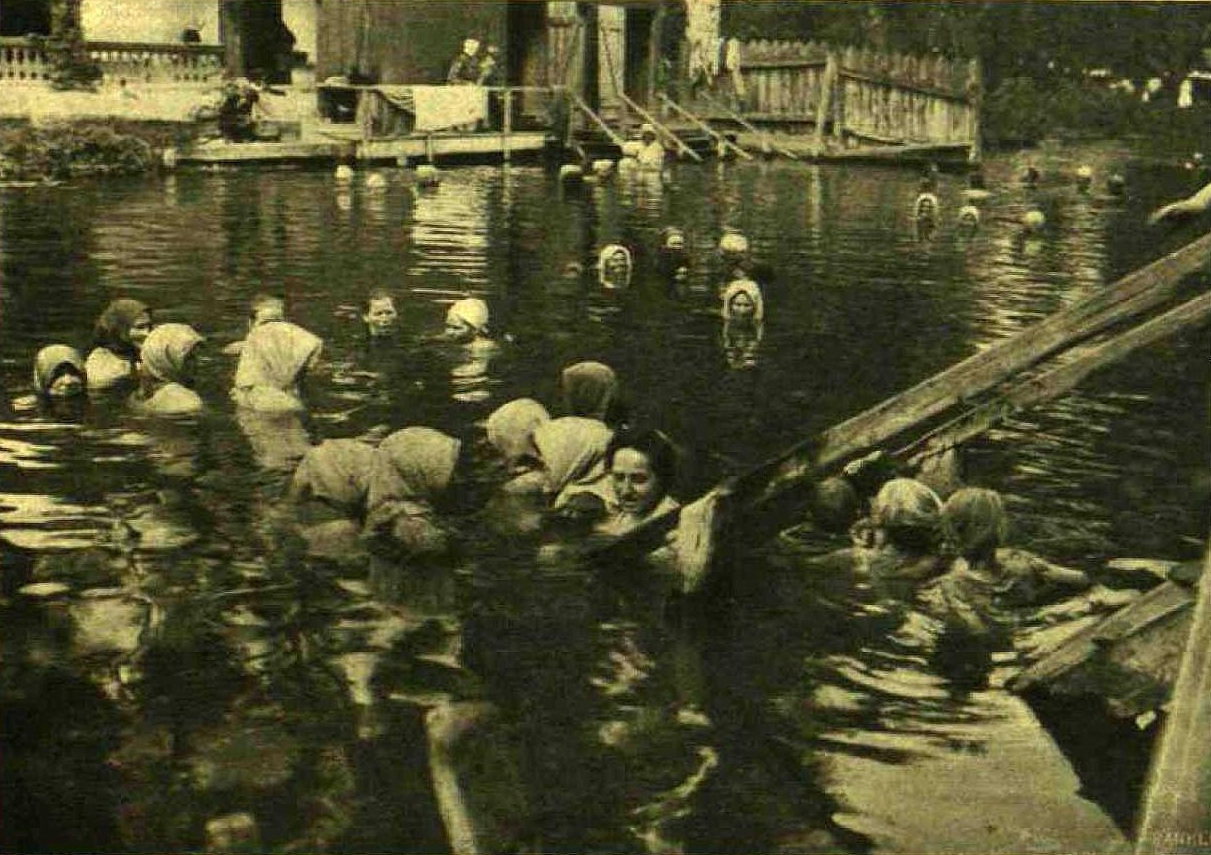
Fürdőzők 1906-ban
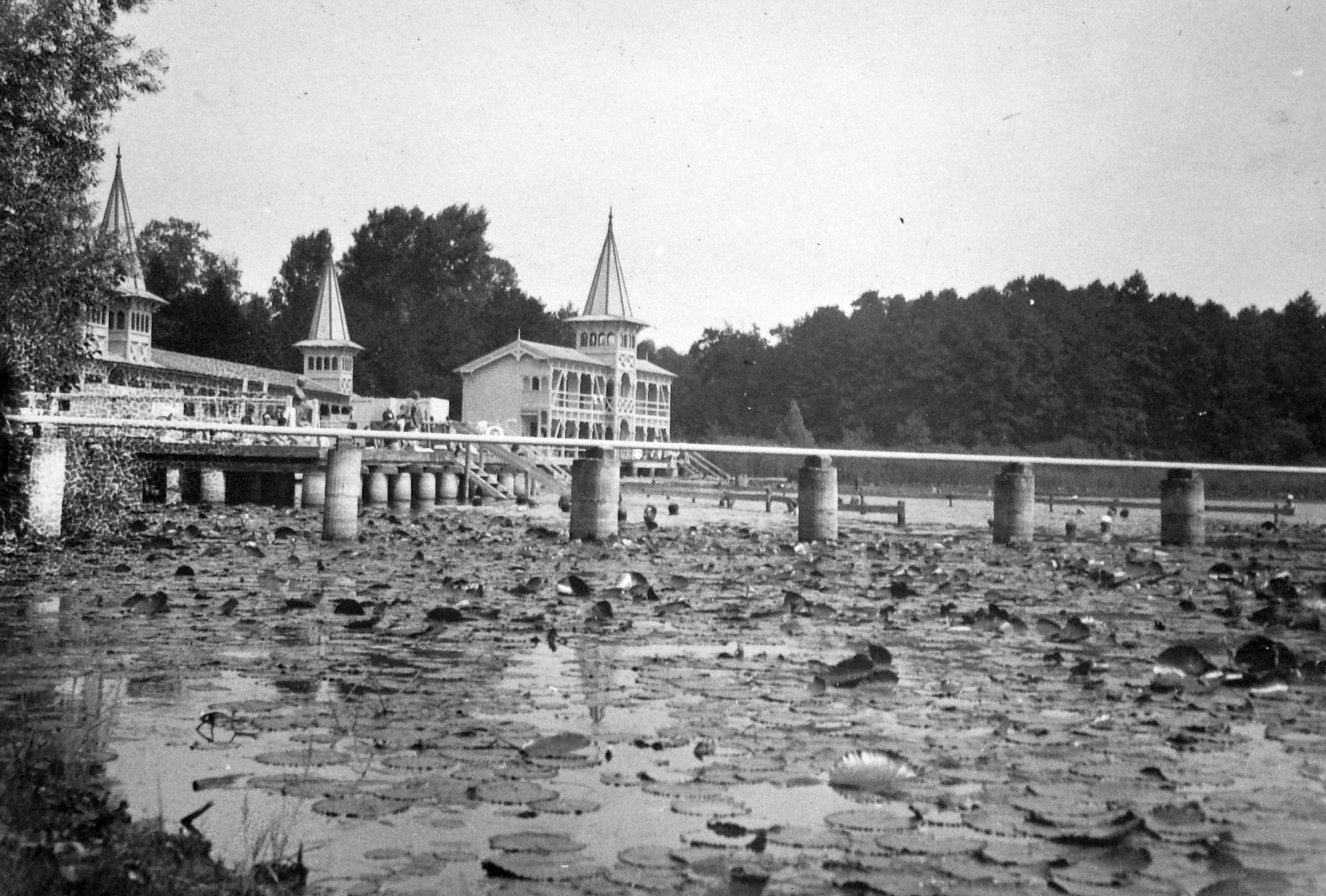
A tófürdő 1936-ban
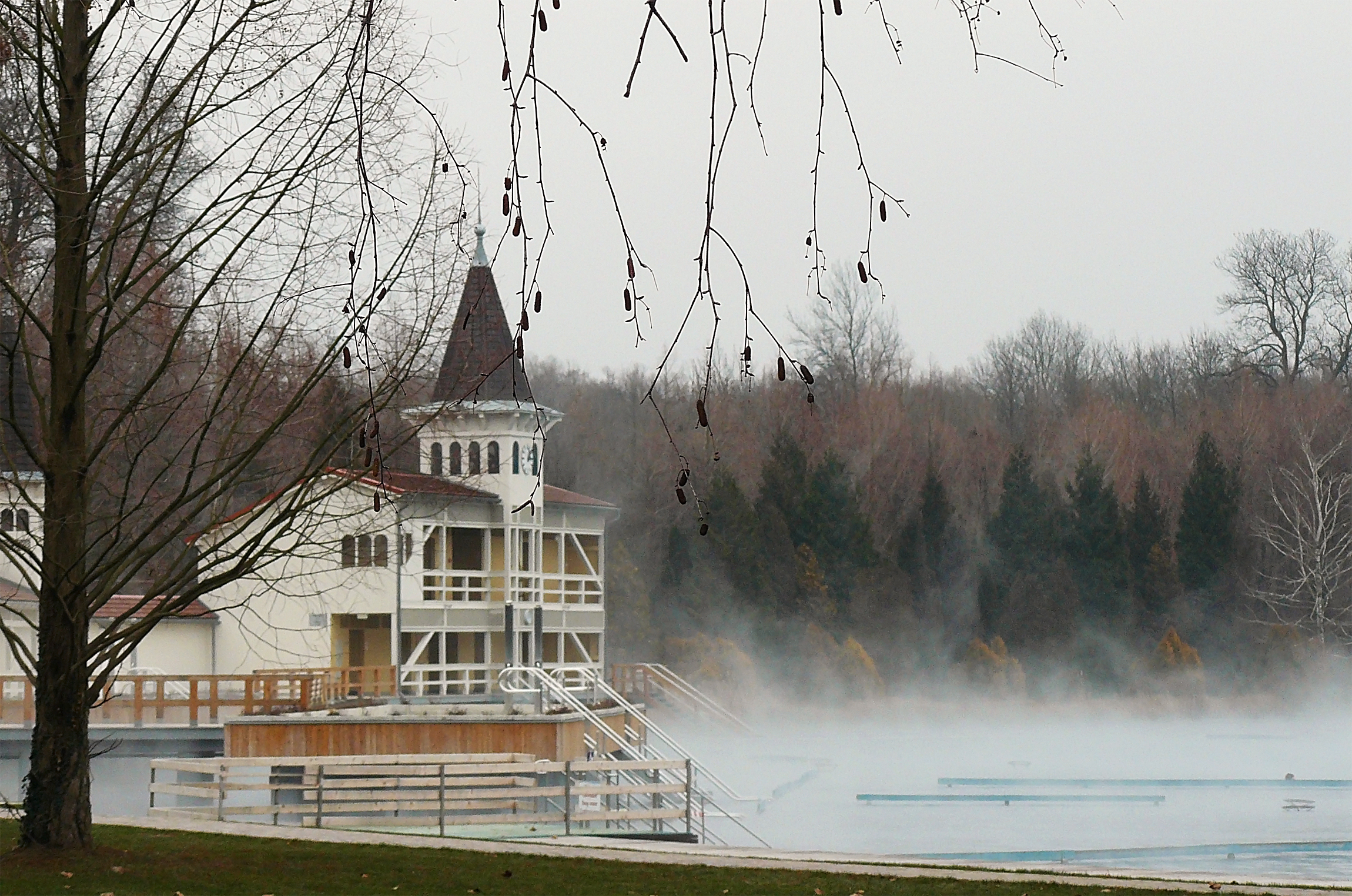
A tó télen, párafelhőben
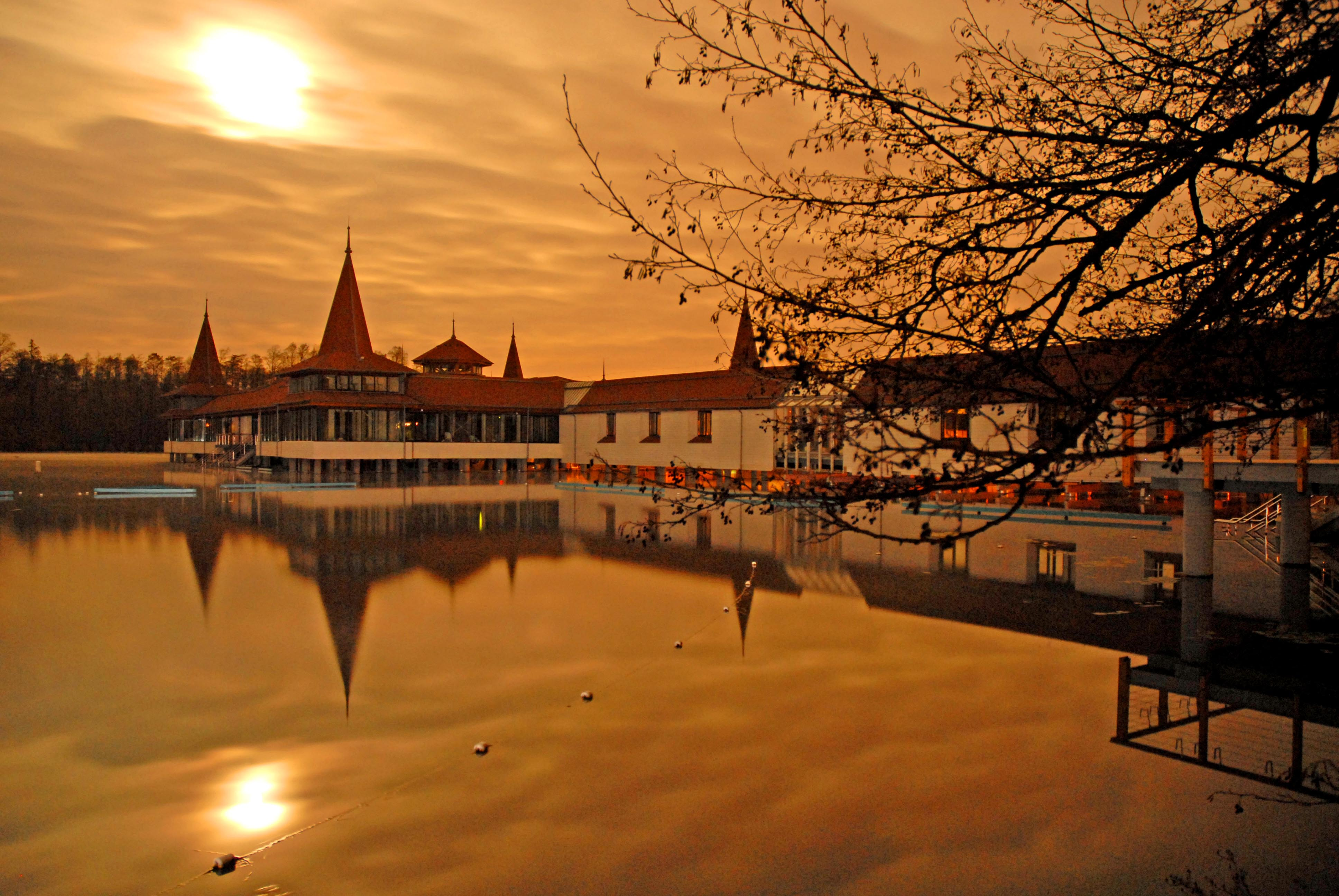
Őszi látkép
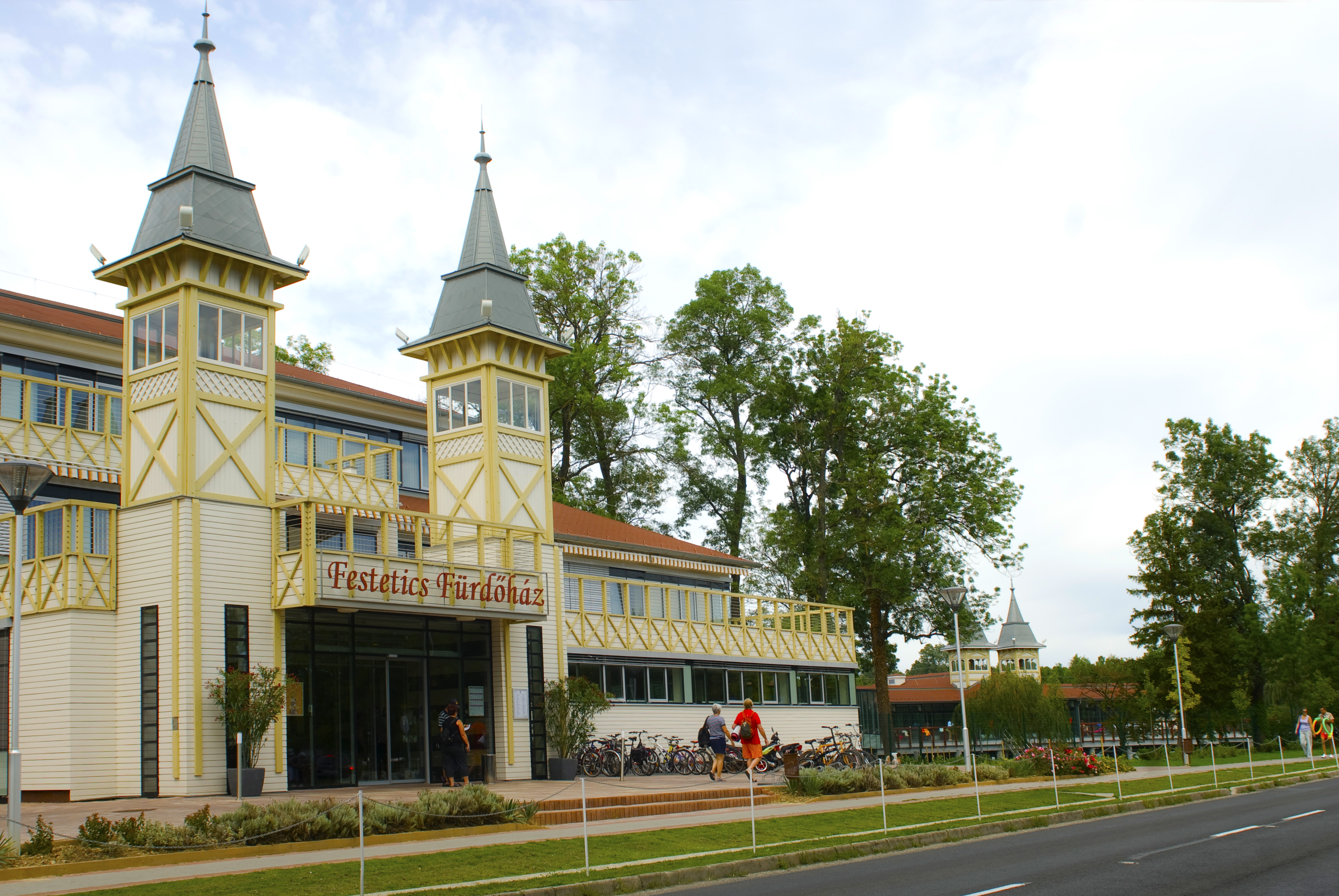
Fogadóépület
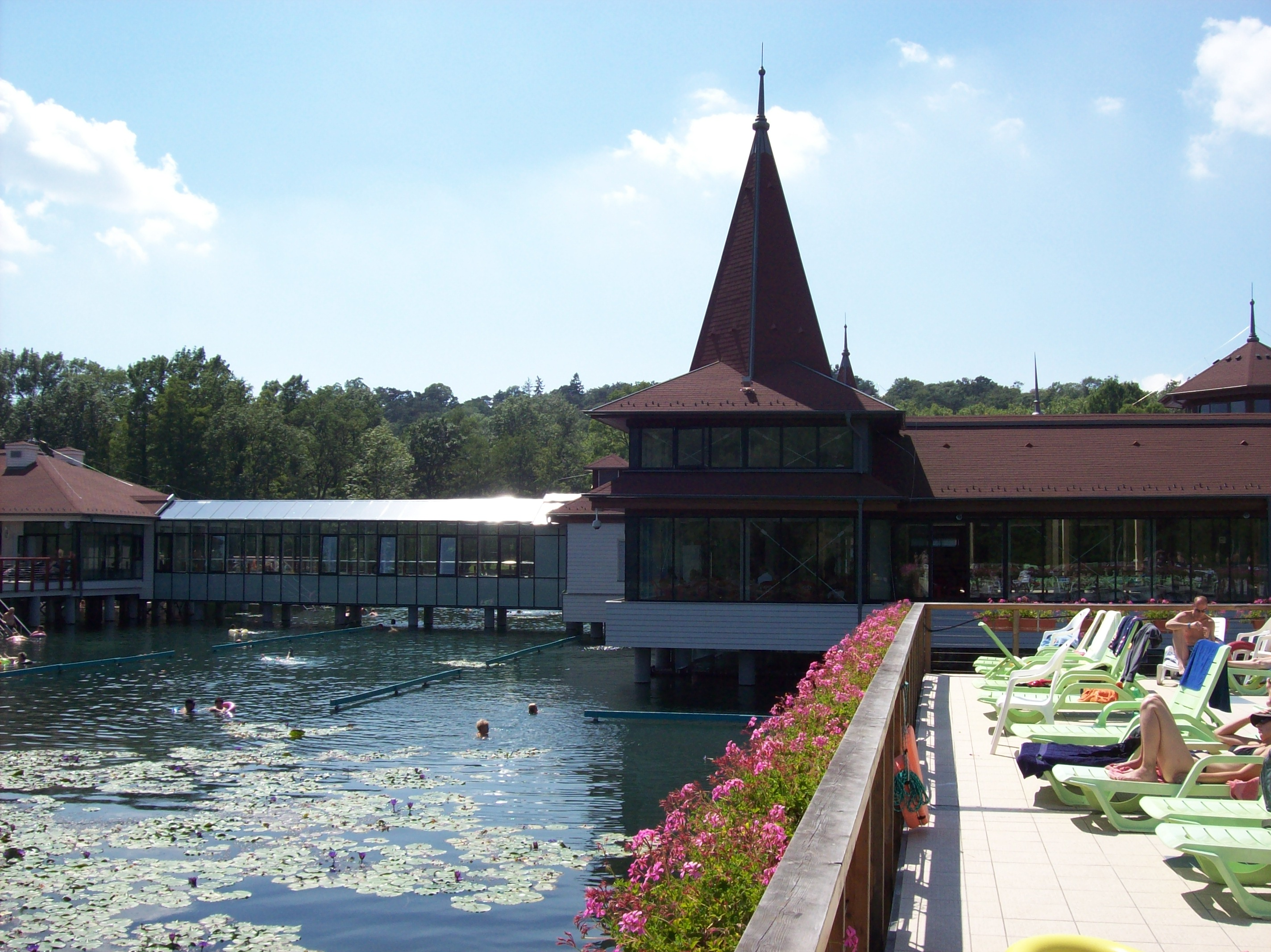
Napozóterasz
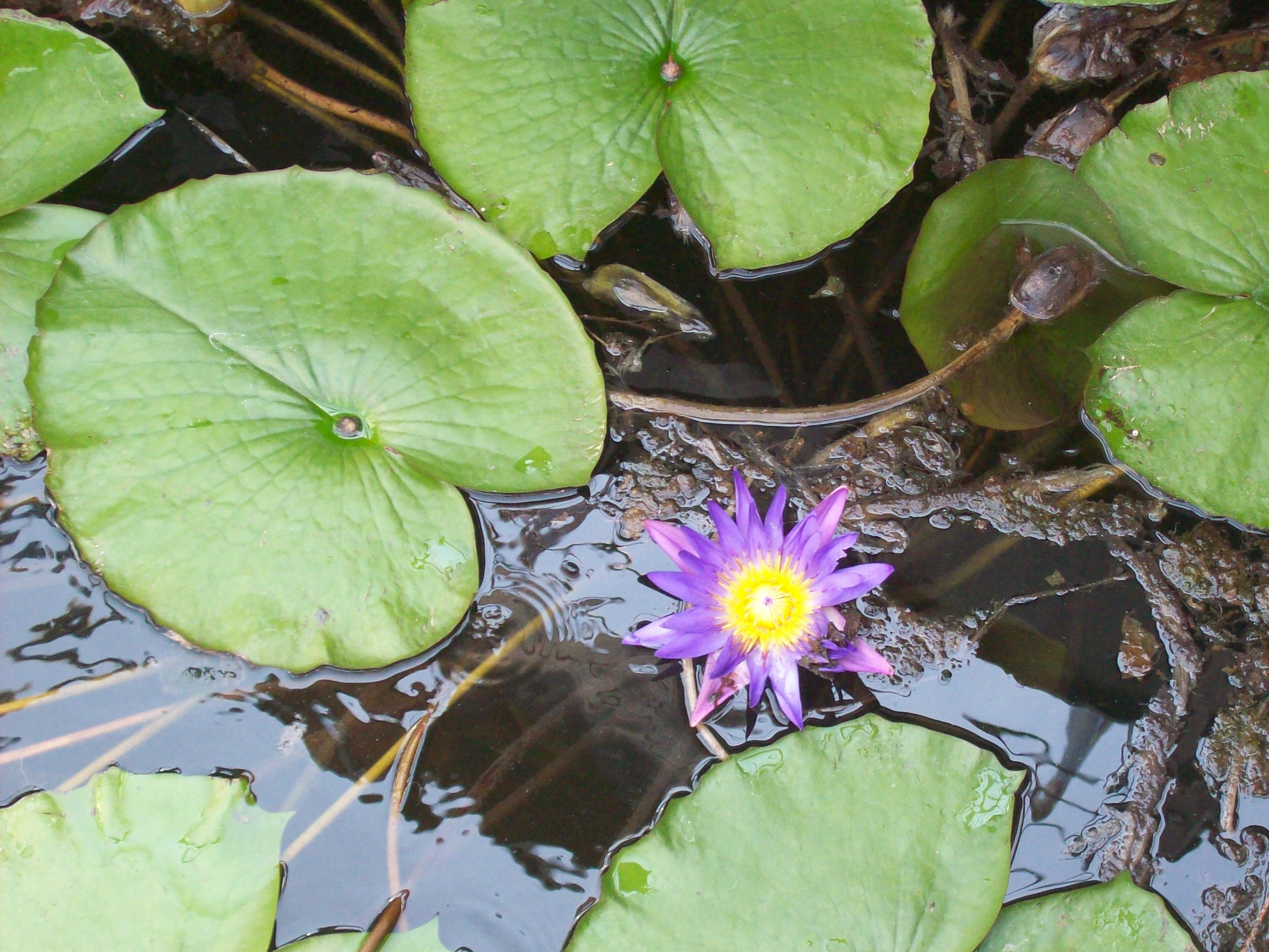
Az indiai vörös tündérrózsa hosszúvirágú alfaját Lovassy Sándor, a keszthelyi Gazdasági Akadémia tanára honosította meg 1898-ban

## A tó az irodalomban
- Érintőlegesen szerepel a tó Bödőcs Tibor humorista első regényében, a zalai vidéki helyszínek sokaságát felvillantó Meg se kínáltak című kötetben (a 32. fejezetben).